# إلكترونيات مطبوعة

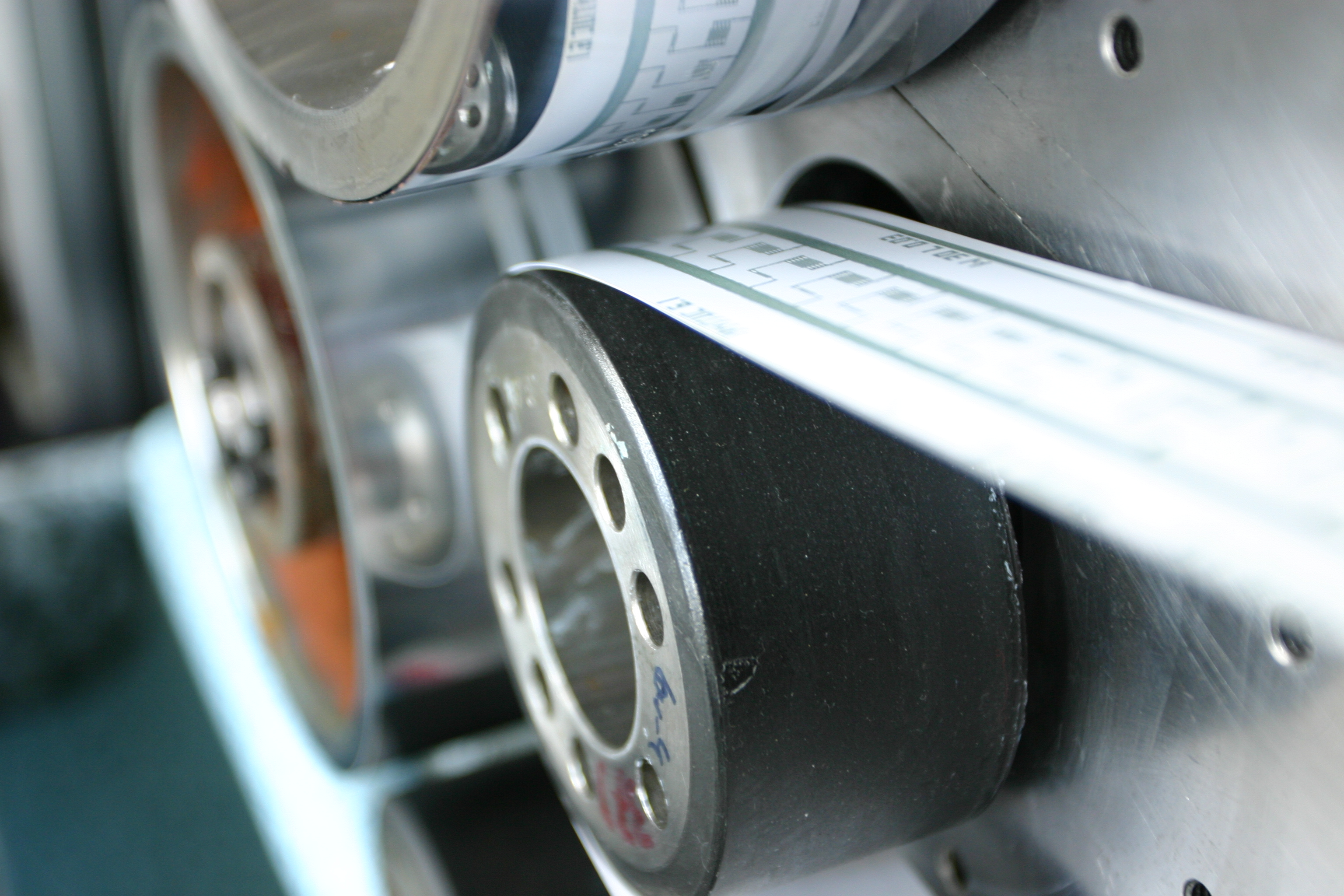
Gravure printing of electronic structures on paper.

الإلكترونيات المطبوعة هي مجموعة من العناصر الكهربية التي تم إنتاجها عن طريق مجموعة من طرق الطباعة المختلفة على خامات متنوعة. عادة ما تعتمد الطباعة على المعدات الملاءمة لإظهار النموذج على الخامة (مثل: طباعة الشاشة الحريرية، طباعة الفلكسوجرافيك الطباعه الحديثه، الطباعة الغائرة-جراڤيور نقش، طباعة الأوفست الطباعة الملساء غير المباشرة، أو طباعة النفث الحبري طابعة نافثة للحبر).
مقارنة بمعايير صناعة الإلكترونيات الاعتيادية، تعتبر طباعة الإلكترونيات صناعة قليلة التكاليف. يتم طباعة الالكترونيات ذاة التوصيل الكهربي أو الأحبار البصرية على الخامة لإنشاء عناصر نشطة كهربياً مثل شرائح الترانزستور الرقيقة ترانزستور الغشاء الرقيق أو عناصر خاملة كهربياً (لا تحتاج إلى طاقة كهربية لتعمل) مثل المقاومات مقاومة وموصلية كهربائية. من المتوقع أن تقوم تكنولوچيا طباعة الإلكترونيات بتسهيل انتشار الإلكترونيات ذات التكلفة القليلة والكفاءة المنخفضة في عديد من التطبيقات، مثل الشاشات المرنة شاشة مرنةs، الملصقات الذكية تحديد الهوية بموجات الراديو ولأغراض البوسترات التفاعلية والديكورية.
مصطلح الإلكترونيات المطبوعة ذات صلة بالإكترونيات عضوية أو الإلكترونيات البلاستيكية، والتي يتم فيها تأليف حبر أو أكثر ر من أحد المُركبات ذات القاعدة الكاربونية. وتعود المصطلحات الأُخرى إلى مواد الأحبار تلك التي يتم طباعتها عن طريق حلها في محلول أو عن طريق تفريغها من الهواء. من الممكن إحلال كثير من المواد في الصورة السائلة لتصبح ملاءمة للعملية الطباعة (مثل: شبه موصل العضوية والغير عضوية، الموصلات المعدنية، والجسيم نانوي، وأنابيب نانوية كربونية)
غالباً ما تستعمل كل طرق الطباعة الصناعية لتجهيز الإلكترونيات المطبوعة.ولتجهيز تلك الإلكترونيات يتم طباعة طبقات الحبر واحدة فوق الأخرى، مشابهة لما يتم في الطباعة التقليدية. ولذلك تعتبر عملية التماسك من أهم مهام عملية الطباعة.
من أهم فوائد توظيف الطباعة لتصنيع الإلكترونيات هي الاستفادة من التكلفة القليلة وكميات الإنتاج الكبيرة. مثال على ذلك، أنظمة تحديد الهوية بموجات الراديو تسمح بمتابعة الهوية أو متابعة البضائع في عمليات النقل والتجارة
في بعض التطبيقات الأخري مثل الصمام ثنائي باعث للضوء لا تُحدث الطباعة فرق.

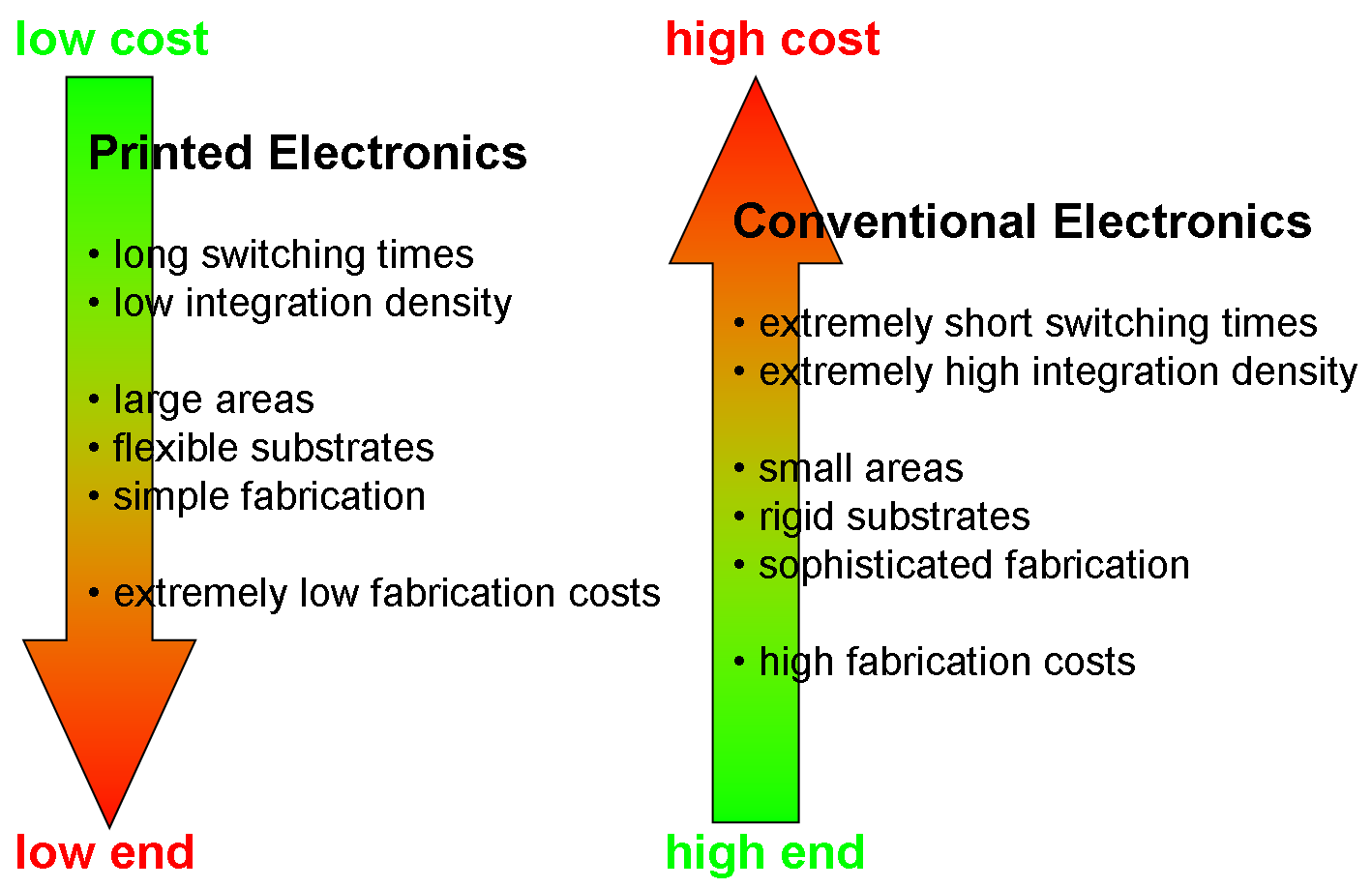
Printed and conventional electronics as complementary technologies

الطباعة على الأسطح المرنة جعل من الممكن وضع الإلكترونيات على الأسطح المنحنية (مثال: وضع خلايا شمسية على سقف سيارة)
على الرغم من التكلفة المرتفعة لتصنيع أشباه الموصلات التقليدية، إلا إنها تعطي كفاءة عالية.

## الدقة، التسجيل، السماكة، الفتحات، المواد
يتم تحديد أقصى دقة مطلوبة لأي مطبوع في عملية الطباعة التقليدية بالعين المجردة. لا يمكن للعين المجردة أن تميز أي ملمح يقل مقاس مكوناته الأصلية عن 20ميكرون، وكذلك هو خارج نطاق الطباعة التقليدية. وعلى النقيد فإن صغر حجم المطبوع وشدة دقته لهو أمر ضروري في الإلكترونيات المطبوعة، حيث أن تلك الخصائص تؤثر بشكل مباشر على وظائف وكثافة الدائرة الكهربية (خصوصاً في الترانزستورات). هناك متطلب آخر في عملية الطباعة وهو متعلق بدقة طباعة طبقة فوق الأُخرى، أو ما يُعرف باسم تسجيل طبقة فوق أُخرى
التحكم في السماكة والفتحات ومدى ملاءمة المادة من حيث الترطيب والإلتصاقوالإذابة، لهو أمر ضروري في حالة الطباعة التقليدية طالما أن العين المجردة يمكنهها ملاحظتها. وعلى النقيض تماما فإن الخصائص البصرية ليست مهمة في عملية طباعة الإلكترونيات.

## تكنولوچيا الطباعة
الاهتمام بالطباعة كتنولوچيا تُمكن من صناعة الإلكترونيات ينبُع أساساً من قدرة تلك التكنولوچيا وضع حزم من الهياكل الدقيقة فوق بعضها البعض (مما يعني أجهزة كهربية دقيقة) بطرق أسه وأرخص من تلك المستخدمة فيصناعة الإلكترونيات التقليدية. أيضاً قدرة تكنولوچيا الطباعة على إدخال وظائف جديدة لتلك الإلكترونيات  مثل المرونة الميكانيكية له دور مهم.
اختيار طريقة الطباعة الملاءمة يعتمد بالأساس على الطبقات المطبوعة من حيث خصائص المواد المستخدمة في الأحبار بجانب الاعتبارات التقنية والاقتصادية للمنتج النهائي.
وتنقسم الطباعة إلى نوعين، الطباعة بالفرخ، والطباعة بالبكر. في حالة الطباعة بالفرخ، فإن الطباعة بالنفث الحبري والطباعة الشبكية يعتبران الحل الأمثل في طباعة إلكترونيات بكمية قليلة ودقة عالية. بينما الطباعة بالحفروطباعة الأوفست وكذلك طباعة الفلكسوجرافيك أكثر شيوعاً في حالات الإنتاج بكميات كبيرة، مثل طباعة الخلايا الشمسية. حيث أن سرعة الطباعة قد تصل 10000 متر مربع في الساعة.
تسخدم طباعة الأوفست والفلكسوجراڤيور في طباعة الموصلات العضوية والغير عضوية (تستعمل طباعة الفلكسوجراڤيور في طباعة العوازل الكهربية أيضاً) بينما تستعمل الطباعة بالحفر خصيصاً في طباعة الطبقات ذات الجودة العالية</"ref name="Hub07> مثل أشباه
الموصلات العضوية وواجهات أشباه الموصلات أو عوازل كهربة في الترانزستور وذلك نتيجة لقدرتها على طباعة طبقات ذات جودة عالية. وبالحديث عن درجة الدقة فإن  الطباعة بالحفر ممكنةٌ أيضاً في الموصلات العضوية وغير العضوية. من الممكن تجهيز الترانزستور العضويذو التأثير المجالي بالكامل باستخدام طرق طباعة الكم</"ref name="Hub07> وكذلك طباعة الدوائر الموحدة.
طباعة النفث الحبري مرنة ومتنوعة، ويمكن نسبياً ضبطها بسهولة. من المحتمل أن تكون طباعة النفث الحبري هي الأكثر شيوعاً. ومع ذلك فإن طباعة النفث الحبري توفر إنتاجية محدودة قد تصل إلى 100 متر مربع بالساعة، ودرجة دقة منخفضة (تقريباً 50 ميكرون). هي ملاءمة أكثر لتلك المواد ذات اللزوجة المنخفضة مثل أشباه الموصلات العضوية. ولكنها غير ملاءمة للمواد ذات اللزوجة العالية مثل العوازل الكهربية العضوية والأجزاء المتناثرة مثل الأحبار المعدنية الغير عضوية، ونتيجة لطباعة الحبر عن طريق الطبقات فإن السماكة والتجانس منخفضين. حيث يحدث انسداد في فوهة الرأس الطباعي.
استخدام العديد من الفوهات وماقبل هيكلة الخامة المطبوع عليها يسمح بتحسين الإنتاجية وزيادة الدقة على التوالي. تفضل الطباعة بالنفث الحبري لأشباه الموصلات العضوية مثل الترانزستورات العضوية ذات التأثير المجالي ترانزستور حقلي عضوي والثنائي العضوي المشع ضوئياً صمام ثنائي عضوي باعث للضوء. اللوحات الأمامية والخلفية Backplane للثنائي العضوي المشع صمام ثنائي عضوي باعث للضوء والدوائر الموحدة من الممكن تجهيزها بإستخدامطباعة النفث الحبري وكذلك أيضاً الخلايا العضوية الضوئية.
تعتبر الطباعة الشبكية من الطرق الملاءمة لتصنيع الإليكترونيات وذلك لقدرتها على إنتاج طبقات سميكة منمطة من مواد مختلفة. هذه الطريقة بإمكانها إنتاج خطوط موصلة كهربياً من مواد غير عضوية مثل تلك المواد المُستخدمة في لوحات الدوائر الكهربية والهوائيات، ولكن أيضاً يمكنها إنتاج العوازل وطبقات الإلكترونيات السلبية (لا تحتاج إلى قوة كهربية في التشغيل)، حيث السماكة أهم من الدقة. إنتاجيتها تصل إلى 50 متر مربع بالساعة، ودرجة دقة تصل إلى 100 ميكرون، مشابهة لطباعة النفث الحبري. تلك الطريقة التنافسية المتنوعة تستعمل أساساً للطبقات الموصلة والعازلة كهربياً بجانب أشباه الموصلات الكهربية مثل الخلايا الضوئية العضوية Organic solar cell.
الطباعة بالهباء الجوي هي طريقة أُخرى من طرق تصنيع الإلكترونيات المطبوعة. تبدأ عملية الهباء الجوي عن طريق جعل الحبر في الشكل الذري (انحلال الحبر)، حيث يمكن تسخينه إلى 80 درجة سيليزية منتجاً قطرات من الحبر بقطر 1 إلى 2 ميكرون.
يصل الغاز المحمل بالقطرات الناتجة عن عملية الأنحلال إلى الرأس الطباعي. يأتي تيار من غاز نقي ليندمج معالغاز المشع بالقطراتمسبباً ترتيب الذرات على هيئة خط متقارب القطرات من المادة المطبوعة. كلاً من الغاز النقي والمشع يخرجا من فوهة ضيقة بالرأس الطباعي والتي تقوم بضغط ذرات الهباء إلى أقطار تصل إلى 10 ميكرون. تخرج قطرات الطباعة من الرأس الطباعي عند سرعة 50متر/ثانية مخترقةً سطح الخامة المطبوع عليها.
تتشكل أجزاء التوصيل الكهربي والأجزاء النشطة والخاملة كهربياً عن طريق تحريك الرأس الطباعي المجهز بقفل ميكانيكي للفتح والغلق تبعاً للخامة. قد تصل دقة المطبوع إلى 10 ميكرون عرضاً سماكة من عشرات النانوميترات إلى أقل من 10 ميكرون. الرؤوس الطباعية ذات الفوهات العريضة تمكن من تصنيع الأنماط الإلكترونية الأكبر مقاساً بكفاءة وكذلك لأغراض تغطية سطح الخامات. كل المرحلة الطباعية تحدث في درجة حرارة الغرفة العادية ودون تفريغ للهواء أو غرف ضغط.
سرعة القذف من الفوهة تعطي إمكانية لتوسيع المسافة بين الرأس الطباعي وسطح الخامة المطبوع عليها قد تصل من 2 ملمم إلى 5 ملمم. تبقى القطرات متماسكة ومُركزة فيما دون تلك المسافة مما يساعد على طباعة أنمطة توافقية على أسطح ثلاثية الأبعاد. بغض النظر عن سرعة القطرات المقذوفة إلى أن عملية الطباعة رقيقة ومعتدلة ولا تحدث تلفاً في السطح الطباعي عادة، ولا ينتج عنها بقع أو رذاذ زائد. بمجر الإنتها من طباعة النمط المطلوب فإن الحبر المطبوع لابد له من عملية معالجة لتحقيق الخواص الكهربية والميكانيكية المطلوبة. تعتمد عملية العلاج هذه على تركيبة الحبر والسطح الطباعي معاً أكثر منها على عملية الطباعة نفسها. العديد من المواد تم طباعتها بنجاح باستخدام طباعة النثر الهوائي. أمثلة على ذلك: المعاجين المخففة، البوليمرات الحرارية، البوليمرات المذابة والمواد البيلوچية.
الطباعة بالتبخر هي مزيج من الطباعة الشبكية عالية الجودة وتبخر المواد للوصول إلى درجة دقة تصل إلى 5 ميكرون. تستخدم هذه الطريقة تقنيات مثل الإشعاع الحراري والبصق بجانب طرق الإنتاج التقليدية لإسقاط المادة على السطح الطباعي من خلال قناع شفاف منضبط مع السطح الطباعي للوصول إلى نسبة تسجيل أفضل من 1 ميكرون. من الممكن عمل دوائر كهربية ذات تكلفة مناسبة وجودة معتمدة باستخدام تصاميم من الأقنعة المختلفة مع أو مواد الضبط، وذلك دون الحاجة إلى الليثوجرافيك بحيث تكون الإنتاجية أكثر وبجودة أفضل من أساليب طباعة الإلكترونيات التقليدية.

## الخامات
كلاً من المواد العضوية والغير عضوية مستعملة في طباعة الإلكترونيات. أحبار المواد لابد أن تكون في صورة سائلة وذلك لإحلالها أو تشتيتها أو تعليقها. لابد أن تعمل تلك المواد كموصلات كهربية أو أشباه موصلات أو عوازل. ولابد أيضاً أن تكون تكلفة تلك المواد مناسبة للتطبيق المُستخدمة له.
من الممكن أن تتعارض الخواص الكهربية للمادة مع خواصها الطباعية. على سبيل المثال فإن زيادة الوزن الجزيئي للبوليمر يجعله أكثر توصيلاً للكهربية بينما يؤثر على نسبة إحلالها. خصائص مثل اللزوجة والتوتر السطحي ومحتوي المادة في الحالة الصلبة لابد أن تكون تحت السيطرة في أثناء عملية الطباعة. التفاعل أو التداخل بين الطبقات مثل الترطيب والالتصاق والتجفيف بعد الطباعة كلها عوامل تؤثر على المنتج النهائي. عادة لايمكن استعمال نفس الإضافات المستخدمة في أحبار الطباعة العادية لأنها تؤثر على الخواص الكهربية.
خواص المادة هي عادة التي تفرق بين الإلكترونيات المطبوعة والتقليدية. تمد المواد القابلة للطباعة بمميزات هامة مثل المرونة الميكانيكية وإمكانية ضبط الوظيفة عن طريق التعديل الكيميائي، مثل اللون المضئ في الثنائي العضوي الباعث للضوء.
توفر الموصلات المطبوعة توصيلية أقل وحاملات شحنات متنقلة أقل.

### الخامات العضوية
تدمج طباعة الإلكترونيات العضوية المعرفة والتطورات من مجالاتٍ شتى، مثل الطباعة والإلكترونيات والكيمياء وعلم المواد بالذات المُتعلق منه بالكيمياء العضوية وكيمياء البوليمرات. تختلف المواد العضوية جزئياً عن الإلكترونيات التقليدية من حيث البناء والتشغيل والوظيفة ، والذين بدورهم يؤثرون على العنصر وبناء الدائرة وكذلك طريقة التصنيع.
اكتشاف البوليمرات الموحدة conjugated polymers وتطويرها إلى مواد سائلة، كل ذلك أدى إلى عمل أول حبر عضوي. المواد المنتمية إلى الفئة العضوية تمتلك تنوع في الخواص التوصيلية الكهربية والإنارة
الكهربية والضوئية. تُستخدم البوليمرات الأُخرى كعوازل كهربية.
في معظم المواد العضوية يُفضل نقل الشحنات الموجبة عن السالبة. ولذلك الإلكترونيات الممنوحة شحنات موجبة مُفضلة عن تلك الممنوحة شحنات سالبة. متانة تلك المواد وعمرها الافتراضي أقل من الإلكنرونيات المواد التقليدية.
تشمل أشباه الموصلات العضوية على البوليمرات مبلمر.الموصلة وممنوحة ستايرين sulfonate، PEDOT:PSS.
كلا البوليميرات متوافر تجارياً بتركيبات مختلفة وتم طباعتهم باستخدام الطباعة بالنفث الحبري، أو الطباعة الشبكية وطباعة الأوفست ، أو الطباعة الشبكية وطباعة وطباعة الفلكسو والجراڤيور على الترتيب.
يتم تشغيل أشباه الموصلات بطباعة النفث الحبري، مثل البولي. كثير من البوليمرات المشعة تُستخدم في طباعة النفث الحبري، تماماً مثل المواد الفعالة بالنسبة للخلايا الكهروضوئية لوح ضوئيs.

### الخامات الغير عضوية
تمُد الإلكترونيات الغير عضوية طبقات ووسائط منتظمة بدرجة لا تستطيع المواد العضوية والبوليمرات الوصول إليها.
تُستخدم أحبار الفضة المتناهية الصغر في طباعة الفلكسو، والأوفست والنفث الحبري. تُستعمل جزيئات الذهب في طباعة النفث الحبري.
تستطيع المواد المُضيئة كهربياً ذات ذات الشاشات المتعددة الألوان أن تغطي وتندمج حتى عشرات المترات المربعة في معدات الشاشات. وتشمل على ست إلى ثمان طبقات من المواد الغير عضوية المطبوعة، متضمنة النحاس المُطعم بالفسفور على خامة من البلاستيك الرقيق.
سيلينيد نحاس إنديوم غاليومs يمكن طباعته على الموليبدينوم المُغطى بشرائح الزجاج.

## السطح الطباعي
تسمح الإلكترونيات المطبوعة باستخدام الخامات المرنة، مما يقلل تكلفة الإنتاج، وتمكن أيضاً من عمل دوائر كهربية مرنة ميكانيكياً. تستعمل طباعة النفث الحبري والطباعة الشبكية خامات جامدة مثل الزجاج والسيليكون للطباعة عليها، بينما تكاد تكون الخامات المرنة مثل البلاستيك والورق محتكرة بواسطة طرق الطباعة ذات الإنتاجية العالية. يُعتبر البولي إيثيلين تيرفثالات اختيار واسع الانتشار وذلك لقلة تكلفته وأداءه الجيد مع درجات الحرارة المختلفة. تكلفة الورق المنخفضة وتطبيقاته المتعددة تجعل منه خامة محط أنظار المهتمين بمجال الإلكترونيات المطبوعة، إلا أنخشونة سطحه وقدرته العالية على الامتصاص تقف عائقاً في ذلك المجال.
بعض المعايير الأخرى للخامات لابد من أخذها في الاعتبار، مثل قلة خشونة السطح الطباعي ونسبة ترطيب مناسبة، والتي يمكن ضبطها بعمليات ما قبل المعالجة (التغطية، والكورونا:هالة (فضاء)). وعلى النقيد من الطباعة التقليدية، فإن طباعة الإلكترونيات عادةً ما تعتبر نسبة الامتصاص العالية من العيوب التي يجب تلافيها.

## التطبيقات
الإلكترونيات المطبوعة تُستخدم، أو قيد البحث في كلاً من المجالات الآتية:
- تحديد الهوية بموجات الراديو
- المُراقبة
- تخزين البيانات
- الشاشات والتأثيرات البصرية
- اللعب

استطاعة شركة ThinFilm النرويجية بنجاح أن تُظهر ذاكرة عضوية مطبوعة في عام 2009.

## التطوير وخارطة الطريق
المعايير التقنية وخارطة الطريق المبدئية يهدفون إلى تسهيل عملية تطوير قيمة السلسلة (لمشاركة خصائص المنتج، ومعايير السمات إلخ) إستراتيچية تطويير المعايير تلك، تعكس النهج المُتبع بواسطة الإلكترونيات ذات القاعدة السيليكونية خلال الخمسون عاماً المنصرمة. تشمل المبادرات على:
- جمعية مهندسي الكهرباء والإلكترونيات
- إلكترونيات عضوية بواسطة International Technology Roadmap for Semiconductors.